# Julián Méndez Dosuna
Julián Víctor Méndez Dosuna (n. Salamanca, c.1955) es un lingüista español, catedrático de griego de la Universidad de Salamanca (España). Fue discípulo del catedrático de la misma universidad Antonio López Eire.
Su línea fundamental de investigación es el estudio de la morfo-fonología de los dialectos del griego antiguo. Son notables también sus trabajos en el ámbito de la fonología y la morfología naturales. En 2011 fue galardonado con el Premio María de Maeztu a la excelencia investigadora por su larga trayectoria académica en la Universidad de Salamanca.